# 広瀬勝邦
広瀬 勝邦（廣瀬、ひろせ かつくに、1917年（大正6年）5月15日 - 1969年（昭和44年）10月25日）は、昭和期の政治家。衆議院議員。

## 経歴
徳島県出身。1941年（昭和16年）慶應義塾大学経済学部を卒業した。
1948年（昭和23年）日本社会党に入党。以後、社会党徳島県連副会長、同会長、社会党中央委員、同本部政策審議会参与、同塩業対策特別委員会事務局長、同四国総合開発特別委員会事務局長などを務めた。
1955年（昭和30年）2月の第27回衆議院議員総選挙に徳島県全県区から右派社会党公認で出馬して落選。1958年（昭和33年）5月の第28回総選挙に社会党公認で出馬して当選し、衆議院議員に1期在任した。この間、民主社会党（民社党）に加わり、民主社会主義連盟理事、民主社会党院内幹事、同貿易為替自由化対策事務局長、同徳島県連会長などを務めた。その後、第31回総選挙まで連続3回立候補したがいずれも落選した。